# جام خیریه انگلستان ۱۹۸۸
 جام خیریه انگلستان ۱۹۸۸ ، ۶۶امین رقابت سالانه مابین قهرمانان لیگ دسته اول فوتبال انگلستان و جام حذفی فوتبال انگلستان است. 
این مسابقه در تاریخ ۲۰ آگوست ۱۹۸۸ مابین تیم‌های ویمبلدون و لیورپول در ورزشگاه ومبلی لندن برگزار شده‌است. 
تیم لیورپول در این مسابقه با نتیجه دو بر یک به پیروزی رسید.

## جزئیات مسابقه
| ویمبلدون | ۱ – ۲ | لیورپول        |
| -------- | ----- | -------------- |
| فاشانو   |       | آلدریج ۲۳' ۶۹' |